# Atención especializada de salud

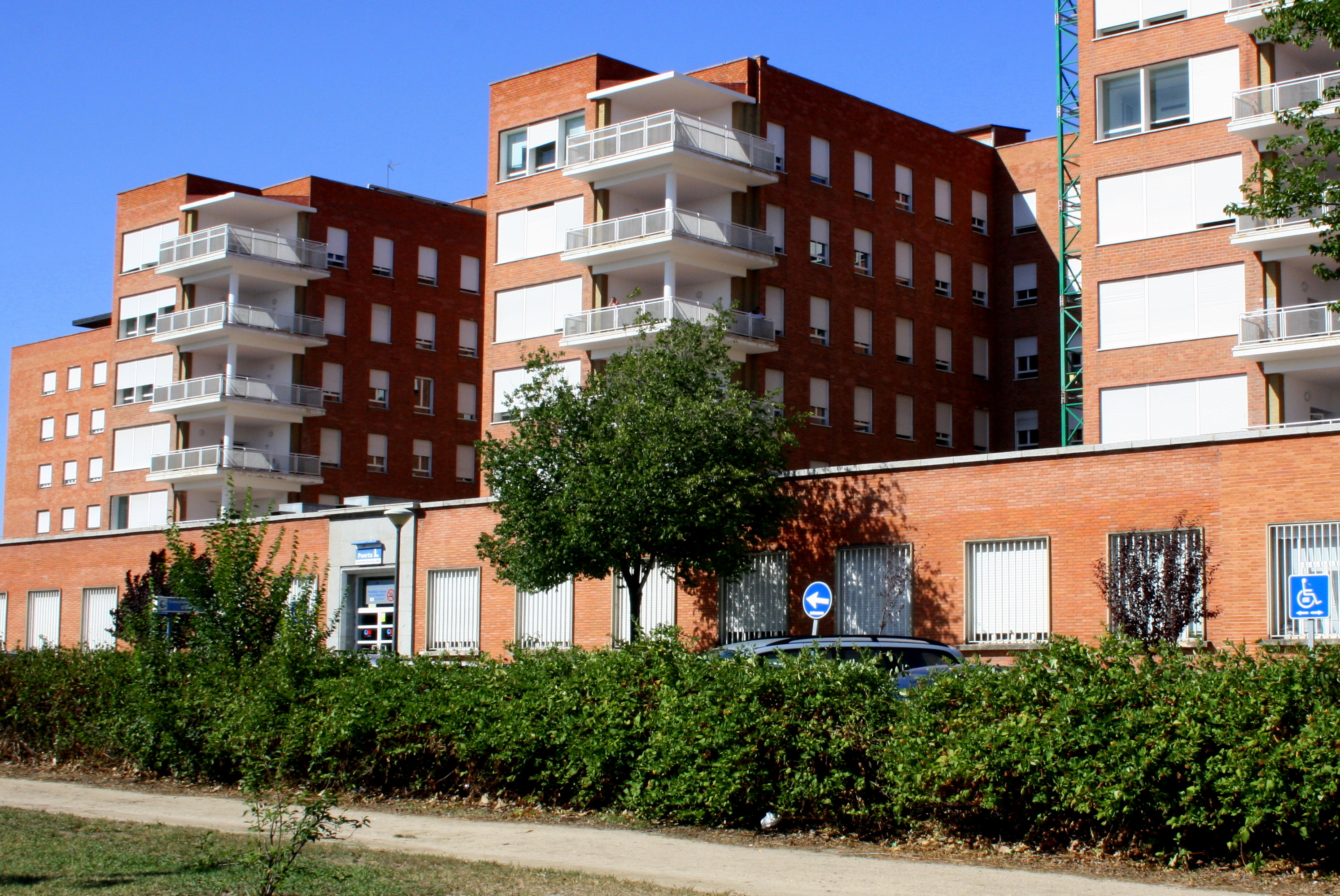
Hospital Clínico San Carlos en el distrito de Moncloa-Aravaca en Madrid, España.

La atención especializada de salud se presta en centros de especialidades y hospitales, de manera ambulatoria o en régimen de ingreso. Tras el proceso asistencial, el paciente y la información clínica correspondiente retornan nuevamente al médico de atención primaria quien, por disponer del conjunto de los datos de su biografía sanitaria, garantiza la visión clínica y terapéutica global. Ello permite que la continuidad de los cuidados siga caracterizada por la equidad, independientemente del lugar de residencia y de las circunstancias individuales de autonomía, dado que la atención llega hasta el propio domicilio del paciente.

## Objetivos
La atención especializada comprende las actividades asistenciales, diagnósticas, terapéuticas y de rehabilitación y cuidados, así como aquellas de promoción de la salud, educación sanitaria y prevención de la enfermedad, cuya naturaleza aconseja que se realicen en este nivel. La atención especializada garantizará la continuidad de la atención integral al paciente, una vez superadas las posibilidades de la atención primaria y hasta que aquel pueda reintegrarse en dicho nivel.

## Prestación
La atención especializada se prestará, siempre que las condiciones del paciente lo permitan, en consultas externas y en hospital de día.

### Servicios

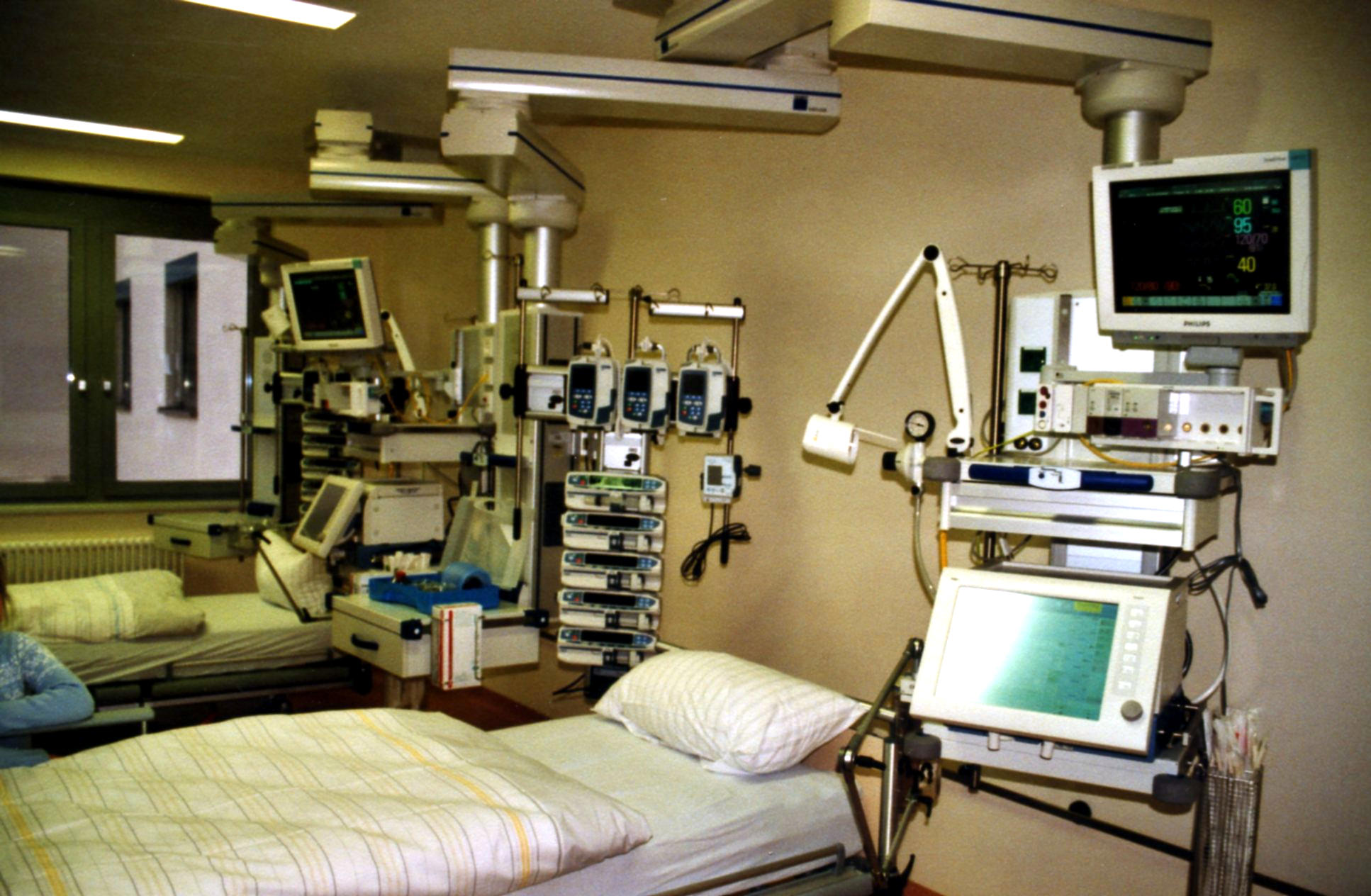
Unidad de cuidados intensivos de un hospital en Alemania.

La atención sanitaria especializada comprenderá: 
- La asistencia especializada en consultas.

- La asistencia especializada en hospital de día, médico y quirúrgico.

- La hospitalización en régimen de internamiento.

- El apoyo a la atención primaria en el alta hospitalaria precoz y, en su caso, la hospitalización a domicilio.

- La indicación o prescripción, y la realización, en su caso, de procedimientos diagnósticos y terapéuticos.

- La atención paliativa a enfermos terminales.

- La atención en la salud mental.

- La rehabilitación en pacientes con déficit funcional recuperable.